# Ghiacciaio True
Il ghiacciaio True (in inglese True Glacier) è un ghiacciaio situato sulla costa di Walgreen, nella parte orientale della Terra di Marie Byrd, in Antartide. Il ghiacciaio, il cui punto più alto si trova a circa 400 m s.l.m., è situato in particolare a nord-ovest dei picchi Gerrish, sulla costa occidentale della penisola Bear, e da qui fluisce in direzione sud-ovest fino ad andare ad alimentare la piattaforma glaciale Dotson.

## Storia
Il ghiacciaio True è stato mappato dallo United States Geological Survey grazie a ricognizioni terrestri dello stesso USGS e a fotografie aeree scattate dalla marina militare statunitense (USN) nel 1966; nel 1977 esso è stato poi così battezzato dal Comitato consultivo dei nomi antartici in onore di Lawrence E. True, uomo radio della USN che allora aveva già partecipato a tre spedizioni dell'operazione Deep Freeze.